# Rivière à la Carpe (vattendrag i Kanada, lat 48,67, long -72,48)
Rivière à la Carpe är ett vattendrag i Kanada.   Det ligger i provinsen Québec, i den östra delen av landet, 400 km nordost om huvudstaden Ottawa.
Trakten runt Rivière à la Carpe består till största delen av jordbruksmark. Runt Rivière à la Carpe är det ganska tätbefolkat, med 54 invånare per kvadratkilometer.